# Concours complet d'équitation par équipes aux Jeux olympiques d'été de 2016
Navigation
Londres 2012 Tokyo 2020
L'épreuve du concours complet par équipes des Jeux olympiques d'été 2016 de Rio de Janeiro se déroule au National Equestrian Center, du 6 au 9 août 2016.

## Règlement
Le concours complet consiste à enchaîner 3 épreuves :
- un premier test de dressage
- le cross qui se déroule sur un parcours de 6,270 km, à effectuer à 570 mètres par minute, en franchissant 40 obstacles fixes.
- un parcours de saut d'obstacles

## Format de la compétition
Les équipes nationales sont composées de 5 cavaliers. Le classement se fait sur les 3 meilleurs à l'issue des 3 tests, dressage, cross et saut d'obstacles. Ensuite les 25 mieux classés se départagent sur une seconde épreuve de saut d'obstacles pour le titre individuel.
Pour déterminer les médailles, les scores des trois épreuves sont additionnés.

## Résultats

### Classement après le dressage
| Nation           | Résultats individuels  | Résultats individuels | Résultats individuels | Pénalités par équipes | Classement par équipes |
| Nation           | Cavalier               | Cheval                | Pénalités             | Pénalités par équipes | Classement par équipes |
| ---------------- | ---------------------- | --------------------- | --------------------- | --------------------- | ---------------------- |
| Allemagne        | Ingrid Klimke          | Hale-Bob Old          | 39,50                 | 122,00                | 1                      |
| Allemagne        | Sandra Auffarth        | Opgun Louvo           | 41,60                 | 122,00                | 1                      |
| Allemagne        | Michael Jung           | Sam FBW               | 40,90                 | 122,00                | 1                      |
| Allemagne        | Julia Krajewski        | Samourai du Thot      | 44,80                 | 122,00                | 1                      |
| France           | Mathieu Lemoine        | Bart L                | 39,20                 | 122,20                | 2                      |
| France           | Thibaut Vallette       | Qing du Briot         | 41,00                 | 122,20                | 2                      |
| France           | Astier Nicolas         | Piaf de B'Neville     | 42,00                 | 122,20                | 2                      |
| France           | Karim Laghouag         | Entebbe               | 43,40                 | 122,20                | 2                      |
| Australie        | Chris Burton           | Santano II            | 37,60                 | 126,40                | 3                      |
| Australie        | Shane Rose             | CP Qualified          | 42,50                 | 126,40                | 3                      |
| Australie        | Sam Griffiths          | Paulank Brockagh      | 46,30                 | 126,40                | 3                      |
| Australie        | Stuart Tinney          | Pluto Mio             | 56,80                 | 126,40                | 3                      |
| Grande-Bretagne  | William Fox-Pitt       | Chilli Morning        | 37,00                 | 127,70                | 4                      |
| Grande-Bretagne  | Pippa Funnell          | Billy the Biz         | 43,90                 | 127,70                | 4                      |
| Grande-Bretagne  | Kitty King             | Ceylor L A N          | 46,80                 | 127,70                | 4                      |
| Grande-Bretagne  | Gemma Tattersall       | Quicklook V           | 47,20                 | 127,70                | 4                      |
| Irlande          | Jonty Evans            | Cooley Rorke's Drift  | 41,80                 | 135,60                | 5                      |
| Irlande          | Padraig McCarthy       | Simon Porloe          | 46,80                 | 135,60                | 5                      |
| Irlande          | Clare Abbott           | Euro Prince           | 47,00                 | 135,60                | 5                      |
| Irlande          | Mark Kyle              | Jemilla               | 50,40                 | 135,60                | 5                      |
| Nouvelle-Zélande | Mark Todd              | Leonidas II           | 44,00                 | 137,50                | 6                      |
| Nouvelle-Zélande | Clarke Johnstone       | Balmoral Sensation    | 46,50                 | 137,50                | 6                      |
| Nouvelle-Zélande | Tim Price              | Ringwood Sky Boy      | 47,00                 | 137,50                | 6                      |
| Nouvelle-Zélande | Jonelle Price          | Faerie Dianimo        | 49,50                 | 137,50                | 6                      |
| États-Unis       | Phillip Dutton         | Mighty Nice           | 43,60                 | 137,50                | 6                      |
| États-Unis       | Clark Montgomery       | Loughan Glen          | 46,60                 | 137,50                | 6                      |
| États-Unis       | Lauren Kieffer         | Veronica              | 47,30                 | 137,50                | 6                      |
| États-Unis       | Boyd Martin            | Blackfoot Mystery     | 47,70                 | 137,50                | 6                      |
| Italie           | Stefano Brecciaroli    | Apollo WD Wendi Kurt  | 41,90                 | 140,90                | 8                      |
| Italie           | Pietro Roman           | Barraduff             | 48,20                 | 140,90                | 8                      |
| Italie           | Luca Roman             | Castlewoods Jake      | 50,80                 | 140,90                | 8                      |
| Italie           | Arianna Schivo         | Quefira de l'Ormeau   | 55,00                 | 140,90                | 8                      |
| Brésil           | Ruy Fonseca            | Tom Bombadill Too     | 46,80                 | 144,10                | 9                      |
| Brésil           | Carlos Paro            | Summon Up the Blood   | 47,30                 | 144,10                | 9                      |
| Brésil           | Márcio Jorge           | Lissy Mac Wayer       | 50,00                 | 144,10                | 9                      |
| Brésil           | Márcio Appel           | Iberon Jmen           | 57,20                 | 144,10                | 9                      |
| Suède            | Sara Algotsson Ostholt | Reality 39            | 45,40                 | 144,20                | 10                     |
| Suède            | Frida Andersen         | Herta                 | 47,90                 | 144,20                | 10                     |
| Suède            | Linda Algotsson        | Fairnet               | 50,90                 | 144,20                | 10                     |
| Suède            | Ludvig Svennerstål     | Aspe                  | 51,00                 | 144,20                | 10                     |
| Pays-Bas         | Tim Lips               | Bayro                 | 46,00                 | 146,60                | 11                     |
| Pays-Bas         | Alice Naber-Lozeman    | Peter Parker          | 46,20                 | 146,60                | 11                     |
| Pays-Bas         | Merel Blom             | Rumor Has It          | 54,00                 | 146,60                | 11                     |
| Pays-Bas         | Theo van de Vendel     | Zidane                | 65,70                 | 146,60                | 11                     |
| Canada           | Kathryn Robinson       | Let It Bee            | 49,40                 | 150,80                | 12                     |
| Canada           | Rebecca Howard         | Riddle Master         | 49,40                 | 150,80                | 12                     |
| Canada           | Jessica Phoenix        | A Little Romance      | 52,00                 | 150,80                | 12                     |
| Canada           | Colleen Loach          | Qorry Blue D'Argouges | 56,50                 | 150,80                | 12                     |
| Russie           | Aleksandr Markov       | Kurfürstin            | 48,90                 | 174,80                | 13                     |
| Russie           | Andrey Mitin           | Gurza                 | 59,90                 | 174,80                | 13                     |
| Russie           | Evgeniya Ovchinnikova  | Orion                 | 66,00                 | 174,80                | 13                     |

### Classement après le cross-country
| Nation           | Résultats individuels  | Résultats individuels | Résultats individuels   | Résultats individuels | Total pénalités par équipes | Classement par équipes |
| Nation           | Cavalier               | Cheval                | Cross Country Pénalités | Total Pénalités       | Total pénalités par équipes | Classement par équipes |
| ---------------- | ---------------------- | --------------------- | ----------------------- | --------------------- | --------------------------- | ---------------------- |
| Australie        | Chris Burton           | Santano II            | 0,00                    | 37,60                 | 150,30                      | 1                      |
| Australie        | Sam Griffiths          | Paulank Brockagh      | 6,80                    | 53,10                 | 150,30                      | 1                      |
| Australie        | Stuart Tinney          | Pluto Mio             | 2,80                    | 59,60                 | 150,30                      | 1                      |
| Australie        | Shane Rose             | CP Qualified          | Éliminé                 | 1000,00               | 150,30                      | 1                      |
| Nouvelle-Zélande | Mark Todd              | Leonidas II           | 2,00                    | 46,00                 | 154,80                      | 2                      |
| Nouvelle-Zélande | Clarke Johnstone       | Balmoral Sensation    | 4,80                    | 51,30                 | 154,80                      | 2                      |
| Nouvelle-Zélande | Jonelle Price          | Faerie Dianimo        | 8,00                    | 57,50                 | 154,80                      | 2                      |
| Nouvelle-Zélande | Tim Price              | Ringwood Sky Boy      | Éliminé                 | 1000,00               | 154,80                      | 2                      |
| France           | Astier Nicolas         | Piaf de B'Neville     | 0,00                    | 42,00                 | 161,00                      | 3                      |
| France           | Mathieu Lemoine        | Bart L                | 14,40                   | 53,60                 | 161,00                      | 3                      |
| France           | Thibaut Vallette       | Qing du Briot         | 24,40                   | 65,40                 | 161,00                      | 3                      |
| France           | Karim Laghouag         | Entebbe               | 50,40                   | 93,80                 | 161,00                      | 3                      |
| Allemagne        | Michael Jung           | Sam FBW               | 0,00                    | 40,90                 | 172,80                      | 4                      |
| Allemagne        | Ingrid Klimke          | Hale-Bob Old          | 26,00                   | 65,50                 | 172,80                      | 4                      |
| Allemagne        | Sandra Auffarth        | Opgun Louvo           | 24,80                   | 66,40                 | 172,80                      | 4                      |
| Allemagne        | Julia Krajewski        | Samourai du Thot      | Éliminé                 | 1000,00               | 172,80                      | 4                      |
| Pays-Bas         | Merel Blom             | Rumor Has It          | 12,00                   | 66,40                 | 238,60                      | 5                      |
| Pays-Bas         | Tim Lips               | Bayro                 | 28,00                   | 74,00                 | 238,60                      | 5                      |
| Pays-Bas         | Alice Naber-Lozeman    | Peter Parker          | 52,00                   | 98,20                 | 238,60                      | 5                      |
| Pays-Bas         | Theo van de Vendel     | Zidane                | Éliminé                 | 1000,00               | 238,60                      | 5                      |
| Brésil           | Carlos Paro            | Summon Up the Blood   | 4,00                    | 51,30                 | 242,90                      | 6                      |
| Brésil           | Márcio Jorge           | Lissy Mac Wayer       | 20,00                   | 70,00                 | 242,90                      | 6                      |
| Brésil           | Márcio Appel           | Iberon Jmen           | 64,40                   | 121,60                | 242,90                      | 6                      |
| Brésil           | Ruy Fonseca            | Tom Bombadill Too     | 112,00                  | 158,80                | 242,90                      | 6                      |
| Suède            | Frida Andersen         | Herta                 | 9,20                    | 57,10                 | 243,10                      | 7                      |
| Suède            | Ludvig Svennerstål     | Aspe                  | 28,40                   | 79,40                 | 243,10                      | 7                      |
| Suède            | Sara Algotsson Ostholt | Reality 39            | 61,20                   | 106,60                | 243,10                      | 7                      |
| Suède            | Linda Algotsson        | Fairnet               | 109,60                  | 160,50                | 243,10                      | 7                      |
| Grande-Bretagne  | William Fox-Pitt       | Chilli Morning        | 30,40                   | 67,40                 | 252,10                      | 8                      |
| Grande-Bretagne  | Pippa Funnell          | Billy the Biz         | 40,40                   | 84,30                 | 252,10                      | 8                      |
| Grande-Bretagne  | Kitty King             | Ceylor L A N          | 53,60                   | 100,40                | 252,10                      | 8                      |
| Grande-Bretagne  | Gemma Tattersall       | Quicklook V           | 89,60                   | 136,80                | 252,10                      | 8                      |
| Irlande          | Jonty Evans            | Cooley Rorke's Drift  | 22,80                   | 64,60                 | 278,40                      | 9                      |
| Irlande          | Mark Kyle              | Jemilla               | 50,80                   | 101,20                | 278,40                      | 9                      |
| Irlande          | Clare Abbott           | Euro Prince           | 65,60                   | 112,60                | 278,40                      | 9                      |
| Irlande          | Padraig McCarthy       | Simon Porloe          | Éliminé                 | 1000,00               | 278,40                      | 9                      |
| Italie           | Pietro Roman           | Barraduff             | 20,00                   | 68,20                 | 296,00                      | 10                     |
| Italie           | Arianna Schivo         | Quefira de l'Ormeau   | 50,40                   | 105,40                | 296,00                      | 10                     |
| Italie           | Luca Roman             | Castlewoods Jake      | 71,60                   | 122,40                | 296,00                      | 10                     |
| Italie           | Stefano Brecciaroli    | Apollo WD Wendi Kurt  | Éliminé                 | 1000,00               | 296,00                      | 10                     |
| Canada           | Rebecca Howard         | Riddle Master         | 12,40                   | 61,80                 | 331,10                      | 11                     |
| Canada           | Jessica Phoenix        | A Little Romance      | 75,60                   | 127,60                | 331,10                      | 11                     |
| Canada           | Colleen Loach          | Qorry Blue D'Argouges | 85,20                   | 141,70                | 331,10                      | 11                     |
| Canada           | Kathryn Robinson       | Let It Bee            | Éliminé                 | 1000,00               | 331,10                      | 11                     |
| États-Unis       | Phillip Dutton         | Mighty Nice           | 3,20                    | 46,80                 | 1097,70                     | 12                     |
| États-Unis       | Boyd Martin            | Blackfoot Mystery     | 3,20                    | 50,90                 | 1097,70                     | 12                     |
| États-Unis       | Lauren Kieffer         | Veronica              | Éliminé                 | 1000,00               | 1097,70                     | 12                     |
| États-Unis       | Clark Montgomery       | Loughan Glen          | Retiré                  | 1000,00               | 1097,70                     | 12                     |
| Russie           | Aleksandr Markov       | Kurfürstin            | Éliminé                 | 1000,00               | 3000,00                     | 13                     |
| Russie           | Andrey Mitin           | Gurza                 | Éliminé                 | 1000,00               | 3000,00                     | 13                     |
| Russie           | Evgeniya Ovchinnikova  | Orion                 | Abandon                 | 1000,00               | 3000,00                     | 13                     |

### Classement final après le saut d'obstacles
Le résultat final est obtenu par l'addition des trois meilleurs scores de chaque équipe au général,
| Nation           | Résultats individuels  | Résultats individuels | Résultats individuels      | Résultats individuels | Total pénalités par équipes | Classement par équipes |
| Nation           | Cavalier               | Cheval                | Saut d'obstacles Pénalités | Total pénalités       | Total pénalités par équipes | Classement par équipes |
| ---------------- | ---------------------- | --------------------- | -------------------------- | --------------------- | --------------------------- | ---------------------- |
| France           | Astier Nicolas         | Piaf de B'Neville     | 0,00                       | 42,00                 | 169,00                      | 1                      |
| France           | Mathieu Lemoine        | Bart L                | 8,00                       | 61,60                 | 169,00                      | 1                      |
| France           | Thibaut Vallette       | Qing du Briot         | 0,00                       | 65,40                 | 169,00                      | 1                      |
| France           | Karim Laghouag         | Entebbe               | 1,00                       | 94,80                 | 169,00                      | 1                      |
| Allemagne        | Michael Jung           | Sam FBW               | 0,00                       | 40,90                 | 172,80                      | 2                      |
| Allemagne        | Ingrid Klimke          | Hale-Bob Old          | 0,00                       | 65,50                 | 172,80                      | 2                      |
| Allemagne        | Sandra Auffarth        | Opgun Louvo           | 0,00                       | 66,40                 | 172,80                      | 2                      |
| Allemagne        | Julia Krajewski        | Samourai du Thot      | Éliminé                    | 1000,00               | 172,80                      | 2                      |
| Australie        | Chris Burton           | Santano II            | 8,00                       | 45,60                 | 175,30                      | 3                      |
| Australie        | Sam Griffiths          | Paulank Brockagh      | 0,00                       | 53,10                 | 175,30                      | 3                      |
| Australie        | Stuart Tinney          | Pluto Mio             | 17,00                      | 76,60                 | 175,30                      | 3                      |
| Australie        | Shane Rose             | CP Qualified          | Éliminé                    | 1000,00               | 175,30                      | 3                      |
| Nouvelle-Zélande | Clarke Johnstone       | Balmoral Sensation    | 0,00                       | 51,30                 | 178,80                      | 4                      |
| Nouvelle-Zélande | Mark Todd              | Leonidas II           | 16,00                      | 62,00                 | 178,80                      | 4                      |
| Nouvelle-Zélande | Jonelle Price          | Faerie Dianimo        | 8,00                       | 65,50                 | 178,80                      | 4                      |
| Nouvelle-Zélande | Tim Price              | Ringwood Sky Boy      | Éliminé                    | 1000,00               | 178,80                      | 4                      |
| Grande-Bretagne  | William Fox-Pitt       | Chilli Morning        | 0,00                       | 67,40                 | 252,10                      | 5                      |
| Grande-Bretagne  | Pippa Funnell          | Billy the Biz         | 0,00                       | 84,30                 | 252,10                      | 5                      |
| Grande-Bretagne  | Kitty King             | Ceylor L A N          | 0,00                       | 100,40                | 252,10                      | 5                      |
| Grande-Bretagne  | Gemma Tattersall       | Quicklook V           | 4,00                       | 140,80                | 252,10                      | 5                      |
| Pays-Bas         | Merel Blom             | Rumor Has It          | 2,00                       | 68,40                 | 252,60                      | 6                      |
| Pays-Bas         | Tim Lips               | Bayro                 | 8,00                       | 82,00                 | 252,60                      | 6                      |
| Pays-Bas         | Alice Naber-Lozeman    | Peter Parker          | 4,00                       | 102,20                | 252,60                      | 6                      |
| Pays-Bas         | Theo van de Vendel     | Zidane                | Éliminé                    | 1000,00               | 252,60                      | 6                      |
| Brésil           | Carlos Paro            | Summon Up the Blood   | 12,00                      | 63,30                 | 280,90                      | 7                      |
| Brésil           | Márcio Jorge           | Lissy Mac Wayer       | 10,00                      | 80,00                 | 280,90                      | 7                      |
| Brésil           | Márcio Appel           | Iberon Jmen           | 16,00                      | 137,60                | 280,90                      | 7                      |
| Brésil           | Ruy Fonseca            | Tom Bombadill Too     | Éliminé                    | 1000,00               | 280,90                      | 7                      |
| Irlande          | Jonty Evans            | Cooley Rorke's Drift  | 0,00                       | 64,60                 | 286,40                      | 8                      |
| Irlande          | Mark Kyle              | Jemilla               | 8,00                       | 109,20                | 286,40                      | 8                      |
| Irlande          | Clare Abbott           | Euro Prince           | 0,00                       | 112,60                | 286,40                      | 8                      |
| Irlande          | Padraig McCarthy       | Simon Porloe          | Éliminé                    | 1000,00               | 286,40                      | 8                      |
| Italie           | Pietro Roman           | Barraduff             | 14,00                      | 82,20                 | 330,00                      | 9                      |
| Italie           | Arianna Schivo         | Quefira de l'Ormeau   | 4,00                       | 109,40                | 330,00                      | 9                      |
| Italie           | Luca Roman             | Castlewoods Jake      | 16,00                      | 138,40                | 330,00                      | 9                      |
| Italie           | Stefano Brecciaroli    | Apollo WD Wendi Kurt  | Éliminé                    | 1000,00               | 330,00                      | 9                      |
| Canada           | Rebecca Howard         | Riddle Master         | 0,00                       | 61,80                 | 339,10                      | 10                     |
| Canada           | Jessica Phoenix        | A Little Romance      | 4,00                       | 131,60                | 339,10                      | 10                     |
| Canada           | Colleen Loach          | Qorry Blue D'Argouges | 4,00                       | 145,70                | 339,10                      | 10                     |
| Canada           | Kathryn Robinson       | Let It Bee            | Éliminé                    | 1000,00               | 339,10                      | 10                     |
| Suède            | Ludvig Svennerstål     | Aspe                  | 8,00                       | 87,40                 | 364,50                      | 11                     |
| Suède            | Sara Algotsson Ostholt | Reality 39            | 6,00                       | 112,60                | 364,50                      | 11                     |
| Suède            | Linda Algotsson        | Fairnet               | 4,00                       | 164,50                | 364,50                      | 11                     |
| Suède            | Frida Andersen         | Herta                 | Abandon                    | 1000,00               | 364,50                      | 11                     |
| États-Unis       | Phillip Dutton         | Mighty Nice           | 1,00                       | 47,80                 | 1106,70                     | 12                     |
| États-Unis       | Boyd Martin            | Blackfoot Mystery     | 8,00                       | 58,90                 | 1106,70                     | 12                     |
| États-Unis       | Lauren Kieffer         | Veronica              | Éliminé                    | 1000,00               | 1106,70                     | 12                     |
| États-Unis       | Clark Montgomery       | Loughan Glen          | Retiré                     | 1000,00               | 1106,70                     | 12                     |
| Russie           | Aleksandr Markov       | Kurfürstin            | Éliminé                    | 1000,00               | 3000,00                     | 13                     |
| Russie           | Andrey Mitin           | Gurza                 | Éliminé                    | 1000,00               | 3000,00                     | 13                     |
| Russie           | Evgeniya Ovchinnikova  | Orion                 | Abandon                    | 1000,00               | 3000,00                     | 13                     |